# HV Margraten
HV Margraten is een Nederlandse handbalvereniging uit het Limburgse Margraten. De club werd officieel opgericht op 1 augustus 1974. De vereniging heeft het anno 2020 geen enkel herenteam dat speelt in de nationale competitie.
De eerste aanzet tot oprichting van de vereniging werd gegeven op 23 mei 1974 (hemelvaartsdag) bij de opening van café Op der Din in Termaar. De initiatiefnemers waren Lou Wijngaard en Huub Senden. In september van datzelfde jaar werd er begonnen met trainen. Trainingen en wedstrijden vonden plaats op het door de gemeente aangelegde verharde handbalveld naast de gymzaal. In de wintermaanden werd er getraind in de gymzaal en het Gemeenschapshuis van Margraten. Later werd er ook getraind in de gymzalen van Berg en Terblijt, Cadier en Keer en Gulpen. Voordat er in Margraten een sporthal kwam (1982) werd er, hoofdzakelijk door de senioren teams, ook getraind in de sporthallen in Gulpen, Hulsberg en Valkenburg.
In januari 1990 werd de naam van de handbalvereniging gewijzigd in de sponsornaam Handbalvereniging Plan Keukens Margraten. In 2003 werd de naam weer gewijzigd naar Handbalvereniging Margraten.
In het seizoen 2020/2021 speelt het eerste damesteam in de hoofdklasse.